# Chaise (Motorenhersteller)
Chaise war ein französischer Hersteller von Motorradmotoren. Maurice Chaise war bis 1921 Chefingenieur bei Gnome et Rhône und gründete danach sein eigenes Unternehmen, das neben Train die bekanntesten Einbaumotoren aus französischer Produktion in den Jahren 1927 bis 1934 herstellte. Chaise lieferte seine ohv-gesteuerten Motoren unter anderem an die französischen Motorradhersteller Dollar, DéDé, New Motorcycle, New Map, Majestic, Marcel Guiguet & Compagnie und Établissements Soyer & Cie.
Modellreihe in den 1930er-Jahren
| Modell | Zylinder | Hubraum | Bohrung × Hub  | Leistung        | Foto |
| ------ | -------- | ------- | -------------- | --------------- | ---- |
| 250    | 1        | 239 cm³ | 66 × 70 mm     | ?               |      |
| 350    | 1        | 349 cm³ | 75 × 79 mm     | ?               |      |
| 500    | 1        | 492 cm³ | 89 × 79 mm     | ?               |      |
| 750    | 4        | 748 cm³ | 62,6 × 60,8 mm | 22 PS (16,2 kW) |      |